# Four Sail
 (janvier 2016).
Si vous disposez d'ouvrages ou d'articles de référence ou si vous connaissez des sites web de qualité traitant du thème abordé ici, merci de compléter l'article en donnant les références utiles à sa vérifiabilité et en les liant à la section « Notes et références ».
Albums de Love
Forever Changes
(1967) Out Here
(1969)
Four Sail est le quatrième album du groupe de rock Love, sorti en 1969 sur le label Elektra.

## Liste des morceaux

### Édition originale
Toutes les chansons sont écrites par Arthur Lee, sauf indication contraire.
1. August  – 5:00
2. Your Friend and Mine - Neil's Song – 3:40
3. I'm with You – 2:45
4. Good Times – 3:30
5. Singing Cowboy (Lee, Jay Donnellan) – 4:30
6. Dream – 2:49
7. Robert Montgomery – 3:34
8. Nothing – 4:44
9. Talking in My Sleep – 2:50
10. Always See Your Face – 3:30

1. - Titres bonus de la réédition de 2002 :
2. Robert Montgomery – 3:41
3. Talking in My Sleep (alternate mix) – 2:55
4. Singing Cowboy (unedited version) (Lee, Jay Donnellan) – 5:52

## Membres
- Arthur Lee - chant, guitare, arrangements
- Jay Donnellan - guitare solo
- Frank Fayad - basse
- George Suranovich: - batterie, percussions (sur 1, 5-10)
- Drachen Theaker: - batterie, percussions (sur 2-4)